# Het Potschar
Het waterschap Het Potschar was een klein waterschap in de gemeente Wymbritseradeel in de Nederlandse provincie Friesland.
Het waterschap werd opgericht in 1883 voor het regelen van de waterstand. Het waterschap was erg klein en in 1920 werd gesproken over een samengaan met het waterschap De Sneeker Oudvaart. Dit werd door de ingelanden afgewezen. Gedwongen door financiële gronden werd de bemaling sinds 1922 echter wel door De Sneeker Oudvaart verzorgd. Het waterschap is in 1981 opgeheven en bij het nieuwe waterschap De Middelsékrite gevoegd. Sinds 2004 maakt het deel uit van het Wetterskip Fryslân.